# Popelina

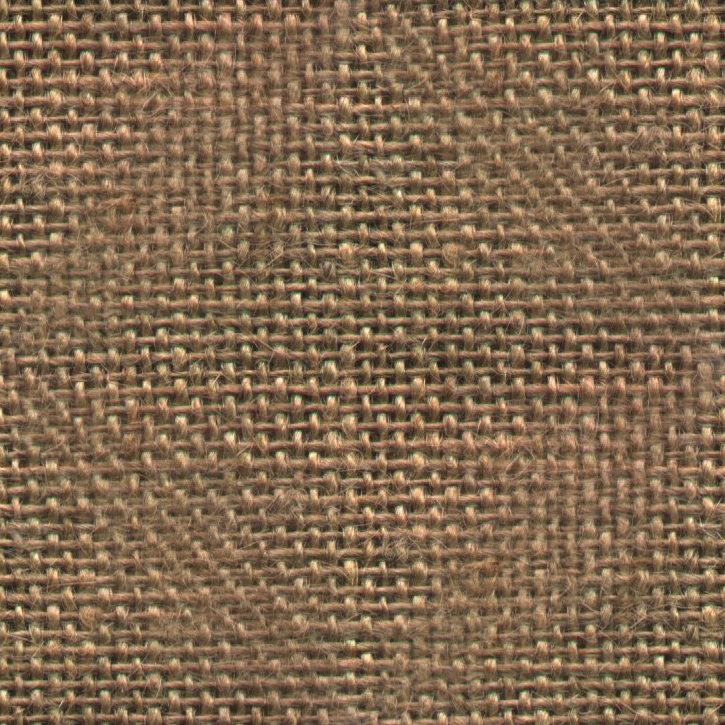
imagen de la popelina

Se denomina popelina o popelín (en inglés poplin) a una tela delgada, de tacto rígido, pesada y duradera que presenta un aspecto de fino acanalado horizontal (de orillo a orillo) en la superficie. Puede estar fabricada con lana, algodón, seda, rayón, o una mezcla de estas fibras, aunque originalmente se fabricaba de seda.
El término «popelina» proviene de la palabra francesa papalin, (que significa ‘del papa’) por una tela fabricada en Aviñón, Francia en el siglo XV, que fue residencia papal durante el papado de Aviñón, con urdimbre de seda y trama de lana retorcida. Según otras fuentes, se trataba de un tejido fino de lana fabricado exclusivamente para las vestiduras del papa. Hasta el siglo XX el popelín se ha utilizado para fabricar vestidos de seda, algodón o lana y tapicerías.

## Características
La popelina es un «tejido de calado» realizado en la variante acanalada del ligamento tafetán. Las nervaduras o acanalado a contrahilo, que recorren la tela de lado a lado, aparecen al tejer sobre una urdimbre de filamento fino —por ejemplo, seda o nylon— una trama de hilos gruesos por su propio retorcido —como algodón, poliéster, lana—.

## Usos más frecuentes
El popelín es un tejido muy polivalente, gracias a la flexibilidad de mezclar fibras durante su fabricación; es una de las telas más mezcladas. El peso de la tela varía con el contenido de fibras y el tamaño y retorcido de los hilos. El uso depende de la calidad, composición y peso.
Además de versátil el popelín es duradero y está disponible en un amplio rango de precios. Un popelín de nailon y algodón de peso medio se utiliza para fabricar para faldas, pantalones y chaquetas poco formales masculinas; un popelín de algodón, para vestidos y para tareas de tapicería fina; un popelín de poliéster, para prendas de abrigo.
En épocas recientes el popelín se utiliza para referirse a camisas fabricadas con 65% de algodón y 35% de poliéster. Las camisas fabricadas con este material son fáciles de planchar y no se arrugan con facilidad.